# Knattspyrnufélag Reykjavíkur 2011
Questa voce raccoglie le informazioni riguardanti il Knattspyrnufélag Reykjavíkur nelle competizioni ufficiali della stagione 2011.

## Stagione
Il KR Reykjavík chiuse la stagione al 1º posto in classifica, vincendo il campionato islandese per la 25ª volta nella sua storia.  Vinse anche la Bikar karla 2011, sconfiggendo in finale il Þór.

## Maglie e sponsor
La divisa casalinga era composta da una maglietta a strisce bianconere, con pantaloncini e calzettoni neri. Quella da trasferta era invece costituita da una maglietta arancione, pantaloncini bianchi e calzettoni arancioni.
| Casa | Trasferta |

## Rosa
| N. |                    | Ruolo | Calciatore                  |
| -- | ------------------ | ----- | --------------------------- |
| 1  | Islanda (bandiera) | P     | Hannes Þór Halldórsson      |
| 2  | Islanda (bandiera) | D     | Grétar Sigfinnur Sigurðsson |
| 3  | Islanda (bandiera) | C     | Ásgeir Örn Ólafsson         |
| 4  | Islanda (bandiera) | C     | Bjarni Guðjónsson           |
| 5  | Islanda (bandiera) | C     | Egill Jónsson               |
| 6  | Islanda (bandiera) | D     | Gunnar Þor Gunnarsson       |
| 7  | Islanda (bandiera) | D     | Skúli Jón Friðgeirsson      |
| 8  | Islanda (bandiera) | D     | Baldur Sigurðsson           |
| 9  | Islanda (bandiera) | A     | Gunnar Orn Jónsson          |
| 10 | Islanda (bandiera) | A     | Kjartan Henry Finnbogason   |
| 11 | Islanda (bandiera) | C     | Óskar Örn Hauksson          |
| 12 | Islanda (bandiera) | C     | Dofri Snorrason             |
| 14 | Islanda (bandiera) | C     | Viktor Bjarki Arnarsson     |

| N. |                    | Ruolo | Calciatore                  |
| -- | ------------------ | ----- | --------------------------- |
| 16 | Islanda (bandiera) | C     | Torfi Karl Ólafsson         |
| 17 | Islanda (bandiera) | C     | Hróar Sigurðsson            |
| 18 | Islanda (bandiera) | D     | Aron Bjarki Jósepsson       |
| 19 | Islanda (bandiera) | C     | Ingolfur Sigurðsson         |
| 20 | Islanda (bandiera) | D     | Magnus Már Luðviksson       |
| 21 | Islanda (bandiera) | D     | Guðmundur Reynir Gunnarsson |
| 22 | Islanda (bandiera) | P     | Hugi Jóhannesson            |
| 23 | Islanda (bandiera) | P     | Gudhjon Baldvinsson         |
| 24 | Islanda (bandiera) | C     | Björn Jónsson               |
| 25 | Islanda (bandiera) | C     | Aleksandar Alexander Kostic |
| 28 | Islanda (bandiera) | A     | Oli Petur Fridthjófsson     |
| 28 | Islanda (bandiera) | C     | Davíð Einarsson             |
| 29 | Islanda (bandiera) | P     | Atli Jonasson               |

## Risultati

### Úrvalsdeild

#### Girone di andata
| Kópavogur 2 maggio 2011 1ª giornata | Breiðablik | 2 – 3 | KR Reykjavík | Kópavogsvöllur |

| Reykjavík 8 maggio 2011 2ª giornata | KR Reykjavík | 1 – 1 | Keflavík | KR-völlur |

| Reykjavík 11 maggio 2011 3ª giornata | Víkingur | 0 – 2 | KR Reykjavík | Víkin |

| Reykjavík 16 maggio 2011 4ª giornata | KR Reykjavík | 3 – 1 | Þór | KR-völlur |

| Garðabær 22 maggio 2011 5ª giornata | Stjarnan | 1 – 1 | KR Reykjavík | Stjörnuvöllur |

| Reykjavík 29 maggio 2011 6ª giornata | Fram Reykjavík | 1 – 2 | KR Reykjavík | Laugardalsvöllur |

| Reykjavík 7 giugno 2011 7ª giornata | KR Reykjavík | 2 – 0 | FH Hafnarfjörður | KR-völlur |

| Grindavík 26 giugno 2011 8ª giornata | Grindavík | 0 – 3 | KR Reykjavík | Grindavíkvöllur |

| Reykjavík 25 agosto 2011 9ª giornata | KR Reykjavík | 2 – 2 | ÍBV Vestmannæyja | KR-völlur |

| Reykjavík 10 luglio 2011 10ª giornata | Fylkir | 0 – 3 | KR Reykjavík | Fylkisvöllur |

| Reykjavík 17 luglio 2011 11ª giornata | KR Reykjavík | 1 – 1 | Valur | KR-völlur |

#### Girone di ritorno
| Reykjavík 24 luglio 2011 12ª giornata | KR Reykjavík | 4 – 0 | Breiðablik | KR-völlur |

| Keflavík 22 settembre 2011 13ª giornata | Keflavík | 2 – 3 | KR Reykjavík | Nettó-völlur |

| Reykjavík 7 agosto 2011 14ª giornata | KR Reykjavík | 3 – 2 | Víkingur | KR-völlur |

| Akureyri 18 agosto 2011 15ª giornata | Þór | 1 – 2 | KR Reykjavík | þórsvöllur |

| Reykjavík 22 agosto 2011 16ª giornata | KR Reykjavík | 1 – 1 | Stjarnan | KR-völlur |

| Reykjavík 29 agosto 2011 17ª giornata | KR Reykjavík | 2 – 1 | Fram Reykjavík | KR-völlur |

| Hafnarfjörður 11 settembre 2011 18ª giornata | FH Hafnarfjörður | 2 – 1 | KR Reykjavík | Kaplakriki |

| Reykjavík 15 settembre 2011 19ª giornata | KR Reykjavík | 1 – 1 | Grindavík | KR-völlur |

| Vestmannaeyjar 19 settembre 2011 20ª giornata | ÍBV Vestmannæyja | 1 – 1 | KR Reykjavík | Hásteinsvöllur |

| Reykjavík 25 settembre 2011 21ª giornata | KR Reykjavík | 3 – 2 | Fylkir | KR-völlur |

| Reykjavík 1º ottobre 2011 22ª giornata | Valur | 0 – 0 | KR Reykjavík | Vodafonevöllurin |

### Bikar karla
| Arbitro: | Þorvaldur Árnason |

|  |           |                                        |
|  | Marcatori | 45’, 71’ V. Arnarsson 65’ D. Snorrason |

| Arbitro: | G. J. Jónsson |

|                                  |           |  |
| G. Ö. Jónsson 51’ Sigurðsson 87’ | Marcatori |  |

| Arbitro: | Valgeirsson |

|                                                 |           |                               |
| B. Sigurðsson 8’ Guðjónsson 41’ Baldvinsson 58’ | Marcatori | 5’ M. Magnússon 65’ Birgisson |

| Arbitro: | Ö. Gíslason |

|              |           |                                                      |
| Elíasson 45’ | Marcatori | 37’, 80’ Sigurðsson 84’ Sigurðarson 90+2’ G. Jónsson |

| Arbitro: | Valgeirsson |

|  |           |                                       |
|  | Marcatori | 45’ (aut.) Guðmundsson 82’ Sigurðsson |

## Statistiche

### Statistiche di squadra
| Competizione | Punti | In casa | In casa | In casa | In casa | In casa | In casa | In trasferta | In trasferta | In trasferta | In trasferta | In trasferta | In trasferta | Totale | Totale | Totale | Totale | Totale | Totale | DR  |
| Competizione | Punti | G       | V       | N       | P       | Gf      | Gs      | G            | V            | N            | P            | Gf           | Gs           | G      | V      | N      | P      | Gf     | Gs     | DR  |
| ------------ | ----- | ------- | ------- | ------- | ------- | ------- | ------- | ------------ | ------------ | ------------ | ------------ | ------------ | ------------ | ------ | ------ | ------ | ------ | ------ | ------ | --- |
| Úrvalsdeild  | 47    | 11      | 6       | 5       | 0       | 23      | 12      | 11           | 7            | 3            | 1            | 21           | 10           | 22     | 13     | 8      | 1      | 44     | 22     | +22 |
| Bikar karla  | -     | 2       | 2       | 0       | 0       | 5       | 2       | 3            | 3            | 0            | 0            | 9            | 1            | 5      | 5      | 0      | 0      | 14     | 3      | +11 |
| Totale       | -     | 13      | 8       | 5       | 0       | 28      | 14      | 14           | 10           | 3            | 1            | 30           | 11           | 27     | 18     | 8      | 1      | 58     | 25     | +33 |